# アーロン・カーペンター
アーロン・カーペンター（Aaron Carpenter、1983年1月9日 - ）は、カナダのラグビーユニオン指導者。現在マックマスター・マローダーズのコーチを務めている。

## プロフィール
- カナダ・オンタリオ州ブラントフォード出身[1]。
- ポジションはフッカー(HO)、フランカー(FL)、ナンバーエイト(No.8)。
- 身長 183cm、体重 109kg
- カナダ代表通算キャップ数は80でカナダ代表最多キャップ。
- ラグビーワールドカップ2007・ラグビーワールドカップ2011・ラグビーワールドカップ2015のカナダ代表に選ばれた[2]。

## 略歴
コヴェントリーRFC、プリマス・アルビオンRFC、コーニッシュ・パイレーツ、ロンドン・ウェルシュRFCを経て、2017年、ドンカスター・ナイツに加入。 
2018年、現役を引退してトロント・アローズのコーチに就任。 
2021年、マックマスター・マローダーズのコーチに就任。